# 1996 у Миколаєві
| Роки в Миколаєві ← • 1901 • 1902 • 1903 • 1904 • 1905 • 1906 • 1907 • 1908 • 1909 • 1910 • 1911 • 1912 • 1913 • 1914 • 1915 • 1916 • 1917 • 1918 • 1919 • 1920 • 1921 • 1922 • 1923 • 1924 • 1925 • 1926 • 1927 • 1928 • 1929 • 1930 • 1931 • 1932 • 1933 • 1934 • 1935 • 1936 • 1937 • 1938 • 1939 • 1940 • 1941 • 1942 • 1943 • 1944 • 1945 • 1946 • 1947 • 1948 • 1949 • 1950 • 1951 • 1952 • 1953 • 1954 • 1955 • 1956 • 1957 • 1958 • 1959 • 1960 • 1961 • 1962 • 1963 • 1964 • 1965 • 1966 • 1967 • 1968 • 1969 • 1970 • 1971 • 1972 • 1973 • 1974 • 1975 • 1976 • 1977 • 1978 • 1979 • 1980 • 1981 • 1982 • 1983 • 1984 • 1985 • 1986 • 1987 • 1988 • 1989 • 1990 • 1991 • 1992 • 1993 • 1994 • 1995 • 1996 • 1997 • 1998 • 1999 • 2000 • → |

1996 у Миколаєві — список важливих подій, що відбулись у 1996 році в Миколаєві. Також подано перелік відомих осіб, пов'язаних з містом, що народились або померли цього року, отримали почесні звання від міста.

## Події
- Миколаївська міська рада заснувала почесний знак «Городянин року», яким відзначаються заслуги людини в розвитку міста Миколаєва.

### Засновані
- Чорноморський національний університет імені Петра Могили — класичний університет IV рівня акредитації.

## Особи

### Очільники
- Міський голова — Олександр Бердніков.

### Почесні громадяни
- Канаєв Іван Максимович — працював на відповідальних посадах у партійних установах. З 1974 до 1982 роки — голова Миколаївського міськвиконкому.

### Городянин рокуі «Людина року»
- Антонюк Андрій Данилович.
- Бабакова Інга Альвідосівна.
- Берсон Микола Семенович.
- Задоян Петро Антонович.
- Кактус Василь Вахтович.
- Крючков Юрій Семенович.
- Матвєєв Ігор Борисович.
- Мєшин Віталій Веніамінович.
- Немировська Елла Семенівна.
- Січко Сергій Михайлович.
- Фоміних Світлана Григорівна.
- Ярова Тетяна Андріївна.
- Номінація «Людина року» — Карнаух Валерій Анатолійович.

### Народились
- Бортник Олександр Миколайович (нар. 18 жовтня 1996, Олександрівка Вознесенського району Миколаївської області) — український шахіст, міжнародний гросмейстер. Чемпіон світу з шахів до 18 років.
- Рудинський Олександр Сергійович (нар. 23 липня 1996, Миколаїв, Миколаївська область) — український актор театру та кіно.
- Куксенко Богдан Едуардович (нар. 11 лютого 1996, Харцизьк, Донецька область, Україна) — український футболіст, захисник футбольного клубу «Миколаїв» та «Миколаїв-2».
- Росляков Владислав Олександрович (нар. 21 листопада 1996) — український футболіст, півзахисник «Миколаєва».

### Померли
- Верещагін Федір Григорович (нар. 17 травня 1910, Миколаїв — 13 травня 1996, Вінниця) — український театральний режисер. Народний артист СРСР (1977). Кавалер ордена Леніна. Директор Вінницького обласного музично-драматичного театру імені Миколи Садовського з 1944 по 1980. Член КПРС з 1954. Почесний громадянин Вінниці.
- Лизогуб Володимир Сергійович (14 липня 1918, Миколаїв — 1996, Київ) — український режисер, актор. Народний артист УРСР.
- Колесников Пімен Григорович (24 липня 1906, Миколаїв — 26 листопада 1996 Мінськ) — радянський військовий льотчик, Герой Радянського Союзу (1945), під час Німецько-радянської війни старший штурман 199-ї Слонімської штурмової авіаційної дивізії 4-ї повітряної армії 2-го Білоруського фронту.
- Борисов Яків Філатович (22 січня 1923, Миколаїв, УРСР — 25 лютого 1996, Миколаїв, Україна) — радянський футболіст, нападник. Заслужений тренер УРСР.
- Журавльов Віктор Ізидорович (28 жовтня 1932, Миколаїв, СРСР — 1 травня 1996, Миколаїв, Україна) — радянський футболіст, нападник, тренер. Майстер спорту СРСР.
- Більдюк Олексій Олексійович (16 листопада 1947–1996, Бердянськ, Запорізька область, Україна) — радянський футболіст, нападник та півзахисник. Майстер спорту СРСР. Зіграв 89 матчів і забив 14 голів за миколаївський «Суднобудівник».
- Суслов Володимир Павлович (23 серпня 1923, Миколаїв — 11 березня 1996, Москва) — радянський дипломат. Надзвичайний і повноважний посол СРСР і Росії.
- Цирубін Дмитро Малахович (15 травня 1916, Титівка, (нині Климовицького району Могильовської області, Білорусь) — 6 березня 1996, Миколаїв) — командир танкового батальйону 15-ї гвардійської танкової Речицької бригади, полковник. Герой Радянського Союзу.